# Betula apoiensis
Betula apoiensis là một loài thực vật có hoa trong họ Betulaceae. Loài này được Nakai ex H.Hara mô tả khoa học đầu tiên năm 1934.